# Марті Креспі
Марті Креспі (ісп. Martí Crespí, нар. 15 червня 1987, Са Побла) — іспанський футболіст, захисник «Сабаделя».

## Ігрова кар'єра
У дорослому футболі дебютував 2006 року виступами за команду клубу «Мальорка», в якій провів один сезон, проте в чемпіонаті за основну команду не провів жодного матчу.
Тому з 2007 по 2010 рік по сезону грав на правах оренди за «Гранада», «Херес» та «Ельче».
2010 року повернувся до «Мальорки», проте все одно рідко потрапляв до основного складу.
11 липня 2012 року перейшов до складу «Чорноморця», підписавши трирічний контракт. Проте у новому клубі виступав виключно за молодіжну команду, тому 29 січня 2013 року сторони за обопільною згодою розірвали контракт.
На початку 2013 року підписав контракт з сантандерським «Расінгом», що виступав у Сегунді, але вже влітку команда зайняла передостаннє місце і вилетіла в третій за рівнем дивізіон, після чого Креспі покинув клуб.
26 серпня 2013 року підписав контракт з іншим клубом Сегунди «Сабаделем», з яким також вилетів до третього дивізіону за підсумками сезону 2014/15